# St. Anger (canción)
«St. Anger» es el primer sencillo del álbum homónimo, St. Anger, editado en el año 2003 por el grupo de heavy metal, Metallica. Sus letras tratan la contención de la ira y su canalización hacia energías positivas. La canción está más orientada al Nu metal que al heavy metal o thrash como otras canciones anteriores de la banda. La frase de la letra "Fuck it all and fuckin' no regrets, I hit the lights on these dark sets" hace referencia a dos canciones anteriores de la banda como, "Damage, Inc." (de Master of Puppets) y "Hit the Lights" (de Kill 'Em All).
Alcanzó la segunda ubicación del Mainstream Rock Tracks de la revista Billboard y logró ingresar en el top 10 de las listas del Reino Unido y en los países escandinavos. La canción ganó el Premio Grammy en 2004 a la Mejor interpretación de metal, y fue nominada en 2003 al premio otorgado por el canal musical MTV en la categoría Mejor video de rock, pero perdió frente al tema de Linkin Park, "Somewhere I Belong".

## Video musical
El vídeo musical de «St. Anger» estuvo a cargo del dúo de directores The Malloys. Fue rodado en la Prisión Estatal de San Quentin, California, siendo el primero en el que aparece el nuevo bajista de la banda, Robert Trujillo, quien se unió a la formación tras terminar la grabación del disco.

## Créditos
- James Hetfield: voz, guitarra
- Kirk Hammett: guitarra
- Bob Rock: bajo eléctrico
- Lars Ulrich: batería, percusión

## Listas de canciones

### Sencillo en CD 1
1. «St. Anger» – 7:21
2. «Commando» (versión de the Ramones) – 1:48
3. «Today Your Love, Tomorrow the World» (versión de the Ramones) – 2:13
4. «St. Anger» (Radio Edit) – 5:38

### Sencillo en CD 2
1. «St. Anger» – 7:21
2. «Now I Wanna Sniff Some Glue» (versión de the Ramones) – 1:40
3. «Cretin Hop» (versión de the Ramones) – 1:56
4. «St. Anger» - Vídeo musical

### Edición envinilo
1. «St. Anger» – 7:21
2. «We're a Happy Family» (versión de the Ramones) – 2:20

## Posicionamiento en listas y certificaciones
| Lista (2003)                            | Mejor posición |
| --------------------------------------- | -------------- |
| Alemania (Media Control AG)             | 15             |
| Australia (ARIA)                        | 15             |
| Austria (Ö3 Austria Top 40)             | 17             |
| Bélgica (Flandes) (Ultratop 50)         | 43             |
| Canadá (RPM Top Singles)                | 24             |
| Dinamarca (Tracklisten)                 | 4              |
| España (AFYVE)                          | 4              |
| Estados Unidos (Bubbling Under Hot 100) | 7              |
| Estados Unidos (Modern Rock Tracks)     | 17             |
| Estados Unidos (Mainstream Rock Tracks) | 2              |
| European Hot 100                        | 3              |
| Finlandia (OFC)                         | 5              |
| Irlanda (IRMA)                          | 12             |
| Italia (FIMI)                           | 24             |
| Noruega (VG-lista)                      | 6              |
| Nueva Zelanda (Recorded Music NZ)       | 38             |
| Países Bajos (Dutch Top 40)             | 22             |
| Reino Unido (UK Singles Chart)          | 9              |
| Suecia (Sverigetopplistan)              | 9              |
| Suiza (Schweizer Hitparade)             | 28             |

| País      | Organismo certificador | Certificación | Ref.   |
| --------- | ---------------------- | ------------- | ------ |
| Australia | ARIA                   | Disco de Oro  | [ 21 ] |